# Castello di Brodick

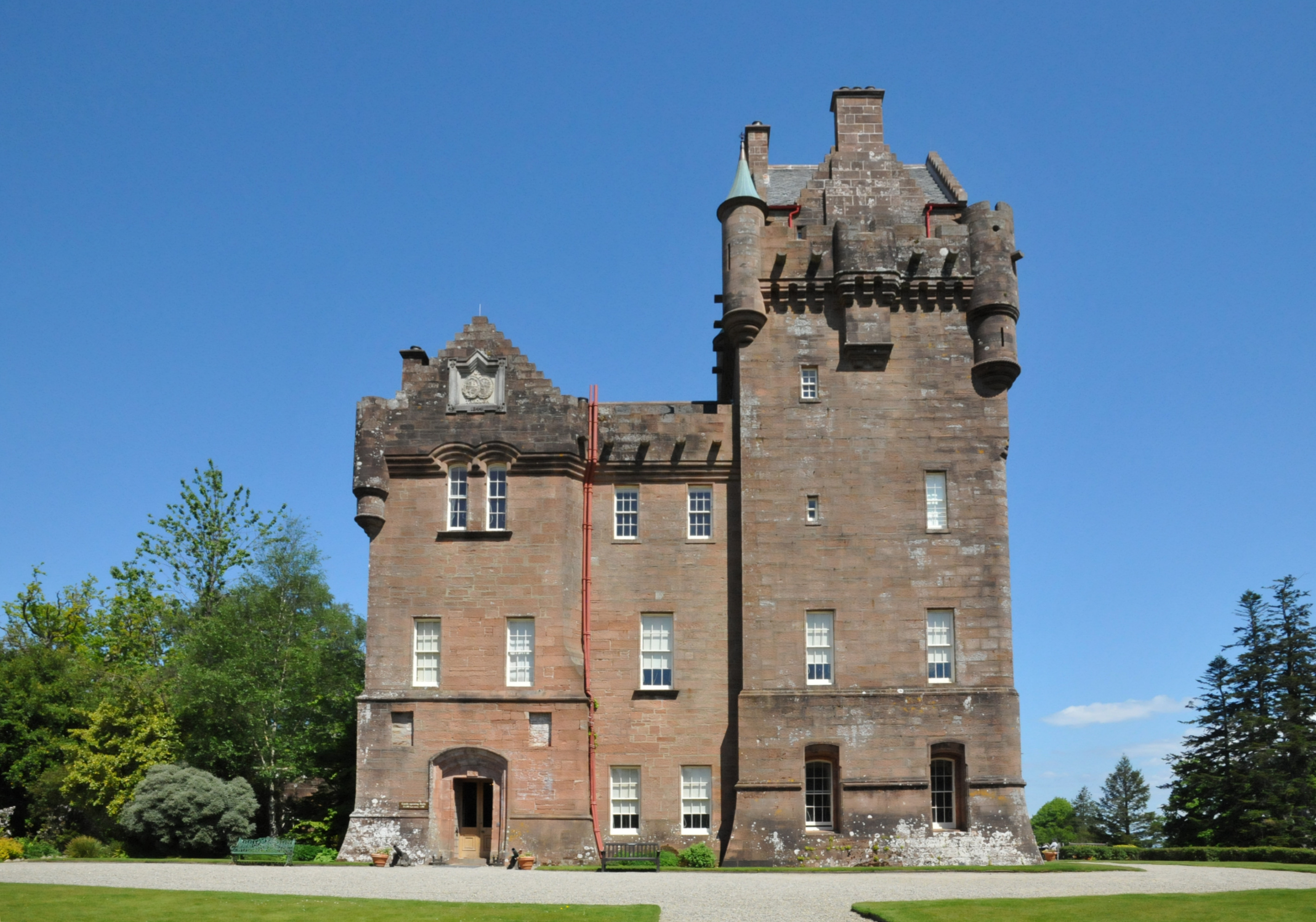
Facciata del castello nell'ala sud-occidentale

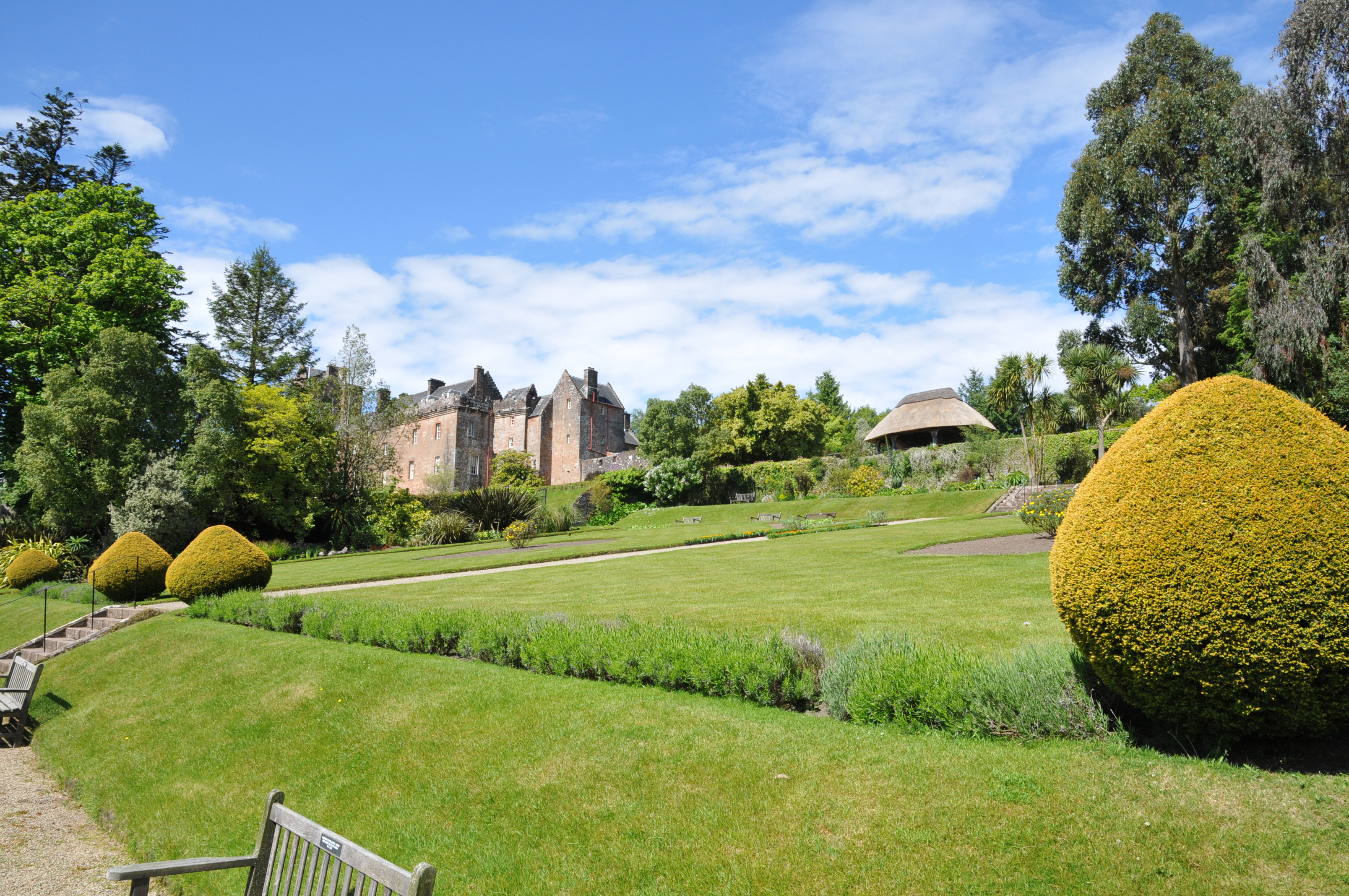
I giardini del castello

Il castello di Brodick (in inglese: Brodick Castle) è castello del villaggio scozzese di Brodick, nell'isola di Arran (Ayrshire Settentrionale), costruito nella forma attuale nel 1844 su progetto dell'architetto James Gillespie Graham, ma le cui origini risalgono al XIII secolo. Fu la residenza dei duchi di Hamilton.

## Storia
La fortezza originaria, in pietra, fu eretta nel 1240 dalla famiglia Stewart nel luogo dove un tempo sorgeva probabilmente un avamposto difensivo dei Vichinghi. Gli Stewart furono però in seguito cacciati dai MacDonald appena vent'anni dopo.
Durante le guerre di indipendenza scozzese, il castello fu dapprima conquistato da Edoardo I d'Inghilterra e poi riconquistato dagli Scozzesi nel 1307 grazie a Robert the Bruce.
Nel 1406, il castello cadde per un breve periodo nelle mani di Enrico IV d'Inghilterra. In seguito, il castello di Brodick subì gravi danni a causa degli attacchi ad opera degli Inglesi e del clan scozzese MacDonald, che attaccò l'edificio nel 1455.
Nel 1503, divennero proprietari del castello di Brodick gli Hamilton, conti di Arran, i quali, a partirre dal 1510 apportarono delle sensibili modifiche alla fortezza originaria, rinforzandone le strutture difensive. Le nuove strutture difensive non riuscirono tuttavia a mettere al riparo il castello di Brodick dalle battaglie che videro opposti nel 1528 i clan Hamilton e MacLean, durante le quali l'edificio subì gravi danni, e dall'attacco sferrato da Enrico VIII d'Inghilterra nel 1544 in seno al conflitto che vide opposti gli Inglesi agli Scozzesi e passato alla storia come il "brutale corteggiamento"  .
In seguito, il castello venne nuovamente ristrutturato dai conti di Arran
Nel corso del XVII secolo, segnatamente nei dodici anni compresi tra il 1639 e il 1651,  il castello di Brodick cambiò per ben quattro volte proprietario, finendo dapprima (1639) nelle mani dei Campbell e poi nuovamente nelle mani degli Hamilton. In seguito, nel 1652, l'edificio venne circondato e occupato dalle truppe di Sir Oliver Cromwell.
In seguito, nel 1710 furono realizzati attorno al castello dei giardini, in seguito rimodellati in stile vittoriano.
Nel 1844, gli Hamilton vollero rimodellare l'edificio per garantire una residenza prestigiosa al X duca di Hamilton e alla moglie, Susan Beckford. Il progetto fu affidato all'architetto di Edimburgo James Gillespie Graham, che trasformò l'edificio in una residenza di campagna.
In seguito, segnatamente nel 1895, divenne proprietaria del castello dLady Mary Louise Hamilton, figlia del XII duca di Hamilton, che 11 anni dopo andò in sposa al VI duca di Montrose.  Il castello di Brodick rimase quindi di proprietà dei duchi di Montrose fino al 1957, anno in cui fu acquisito dal National Trust for Scotland.
Nel 1977 fu intrapresa un'opera di restauro del castello, durante la quale venne riportata alla luce una stanza rimasta per molto tempo nascosta. Una nuova opera di restauro fu poi intrapresa nel 2017, in seguito alla quale il castello di Brodick fu riaperto al pubblico nella primavera del 2019.

## Architettura
Nella tenuta attorno al castello, vi sono dei giardini e sorgono varie strutture, tra cui una residenza estiva bavarese (risalente al 1845), dei cottage, la Ice House, ecc

## Leggende
Secondo la leggenda, nel castello di Brodick si aggirebbe lo spettro della "Dama grigia", una donna che contrasse la peste e che fu rinchiusa nel torrione.